# Akaki Gogia
Akaki „Andy“ Gogia (georgisch აკაკი გოგია, wiss. Transliteration akaki gogia; * 18. Januar 1992 in Rustawi, Georgien) ist ein deutscher Fußballspieler georgischer Herkunft. Er steht beim SC Freital unter Vertrag.

## Leben
Akaki Gogia wurde in der georgischen Stadt Rustawi geboren. 2001 siedelte die Familie nach Halle (Saale) über.

## Karriere

### Im Verein
Gogia begann mit dem Fußballspielen beim halleschen Verein FSV 67 Halle. Nachdem seine Familie nach Hannover umgezogen war, trat er der Jugendabteilung von Hannover 96 bei. Dort spielte er bis 2004 und wechselte dann in die Jugend des VfL Wolfsburg. 2009 kam er in die zweite Mannschaft des VfL, für die er am 31. März 2010 sein erstes Spiel machte.
Zur Saison 2011/12 wechselte Gogia auf Leihbasis zum Aufsteiger in die Bundesliga, dem FC Augsburg. Der Leihvertrag hatte eine Laufzeit von zwei Jahren. Für den FC Augsburg gab er sein Debüt in der Bundesliga am 6. August 2011 (1. Spieltag) beim 2:2-Unentschieden gegen den SC Freiburg. Anfang Juli 2012 wurde sein Leihvertrag vorzeitig aufgelöst und er kehrte nach Wolfsburg zurück. Am nächsten Tag wurde er für eine Spielzeit an den FC St. Pauli weiterverliehen.
Zur Spielzeit 2013/14 wechselte er zum Halleschen FC.
Nach zwei Jahren verließ Gogia Halle und schloss sich zur Saison 2015/16 dem englischen Zweitligisten FC Brentford an.
Im August 2016 wechselte er auf Leihbasis für die Saison 2016/17 zum deutschen Zweitligisten Dynamo Dresden. Der Verein sicherte sich zudem eine Kaufoption. Er erhielt hier die Rückennummer 2.
Am 1. Juli 2017 vermeldete der 1. FC Union Berlin, dass der Offensiv-Allrounder nach Berlin-Köpenick wechselt und einen Vertrag bis zum 30. Juni 2021 erhielt.
Zur Spielzeit 2021/22 schloss er sich dem Schweizer Erstligisten FC Zürich an. Er unterschrieb einen Zweijahresvertrag. In seiner ersten Saison wurde er mit dem FC Zürich Schweizer Meister.
Im August 2022 wechselte er zu seinem ehemaligen Verein Dynamo Dresden.
Nach einer Rückkehr, die er sich, wie er selbst sagt, „anders vorgestellt hat“, lösen Ralf Becker und er einvernehmlich den noch bis 2024 datierten Vertrag auf. Damit verließ er Dresden zum zweiten Mal und schloss sich Anfang August 2023 nach 12 Drittliga-Einsätzen bei Dynamo (davon zwei in der Startelf) und null Scorerpunkten dem Berliner Club VSG Altglienicke an, wo er einen Zweijahresvertrag unterschrieb.
Zu Beginn der neuen Saison wechselt Gogia aus familiären und beruflichen Gründen zurück in den Raum Dresden und unterschrieb einen Vertrag beim Oberligisten SC Freital.

### In der Nationalmannschaft
Gogia debütierte am 23. März 2010 für die deutsche U-18-Nationalmannschaft beim 1:1-Unentschieden im Freundschaftsspiel in Cloppenburg gegen Frankreich in der Anfangself. Seinen letzten von vier Einsätzen absolvierte er am 6. Juni 2010 beim Unentschieden gegen Kroatien, als zu Beginn der zweiten Halbzeit für Bienvenue Basala-Mazana zum Einsatz kam.
Sein erstes Spiel für die deutsche U-19-Auswahl bestritt Gogia am 17. November 2010 beim 1:1-Unentschieden in Dresden gegen Tschechien, als er in der 85. Minute eingewechselt wurde. Sein drittes und letztes Spiel in dieser Altersklasse war die 1:2-Niederlage gegen Belgien am 25. März 2011 in Völklingen, in dem er die zwischenzeitliche 1:0-Führung für sein Team erzielte.
Er ist nur im Besitz der deutschen Staatsbürgerschaft, die er für den Erhalt der georgischen, die ihm Einsätze in der Nationalelf seines Geburtslandes erlauben würde, nicht aufgeben möchte.